# Rosa Giacinta Badalla
Rosa Giacinta Badalla, née vers 1660 et morte vers 1710, est une religieuse bénédictine et compositrice italienne. La première mention de son existence se trouve dans les listes du monastère de Sainte Radegonde à Milan vers 1678. Claudia Sessa, Claudia Rusca et Chiara Margarita Cozzolani ont également été actives dans les couvents milanais durant cette période.
Elle a laissé seulement un recueil imprimé, Motetti a voce sola (Venise, 1684), un livre de motets pour soliste. Kendrick l'identifie comme un « remarquable livre de motets solo milanais marquant par la virtuosité vocale, l'originalité des motifs et une composition technique éprouvée ».
Il y a également deux cantates qui nous sont parvenues, Vuò cercando et O fronde care, pour lesquels Rosa Giacinta Badalla est également l'auteur des textes.

## Œuvres
- Motetti a voce sola, Venise, 1684